# Borghetto di Vara
Borghetto di Vara – miejscowość i gmina we Włoszech, w regionie Liguria, w prowincji La Spezia.
Według danych na rok 2004 gminę zamieszkuje 1005 osób, 37,2 os./km².